# Sebastian Telfair
Sebastian Telfair (født 9. juni 1985 i New York City, New York, USA) er en amerikansk basketballspiller, der spiller som point guard i NBA-klubben Toronto Raptors. Telfair kom ind i ligaen i 2004 og har tidligere spillet for Portland Trail Blazers,Boston Celtics,Minnesota Timborwolves og Phoenix Suns inden han i 2013 kom til Toronto.